# Heinz Pollay
Heinz Pollay (n. 4 februarie 1908, Koszalin, Imperiul German – d. 14 mai 1979, München, RFG) a fost un sportiv ce a reprezentat Germania, medaliat olimpic. A participat la 2 ediții ale Jocurilor Olimpice (1936, 1952) în care a câștigat o medalie de bronz.